# 元宵

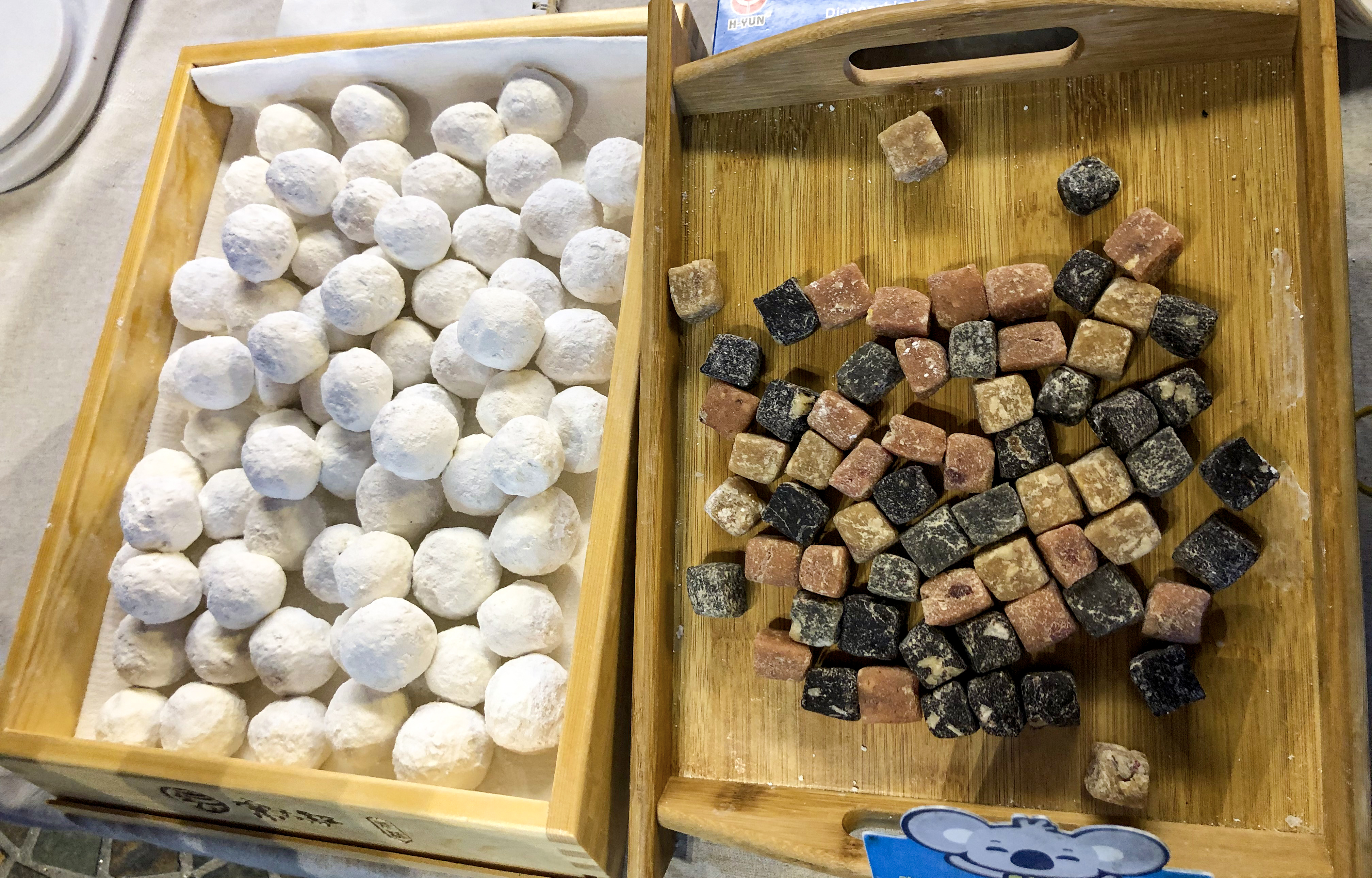
元宵（左）と餡（右）

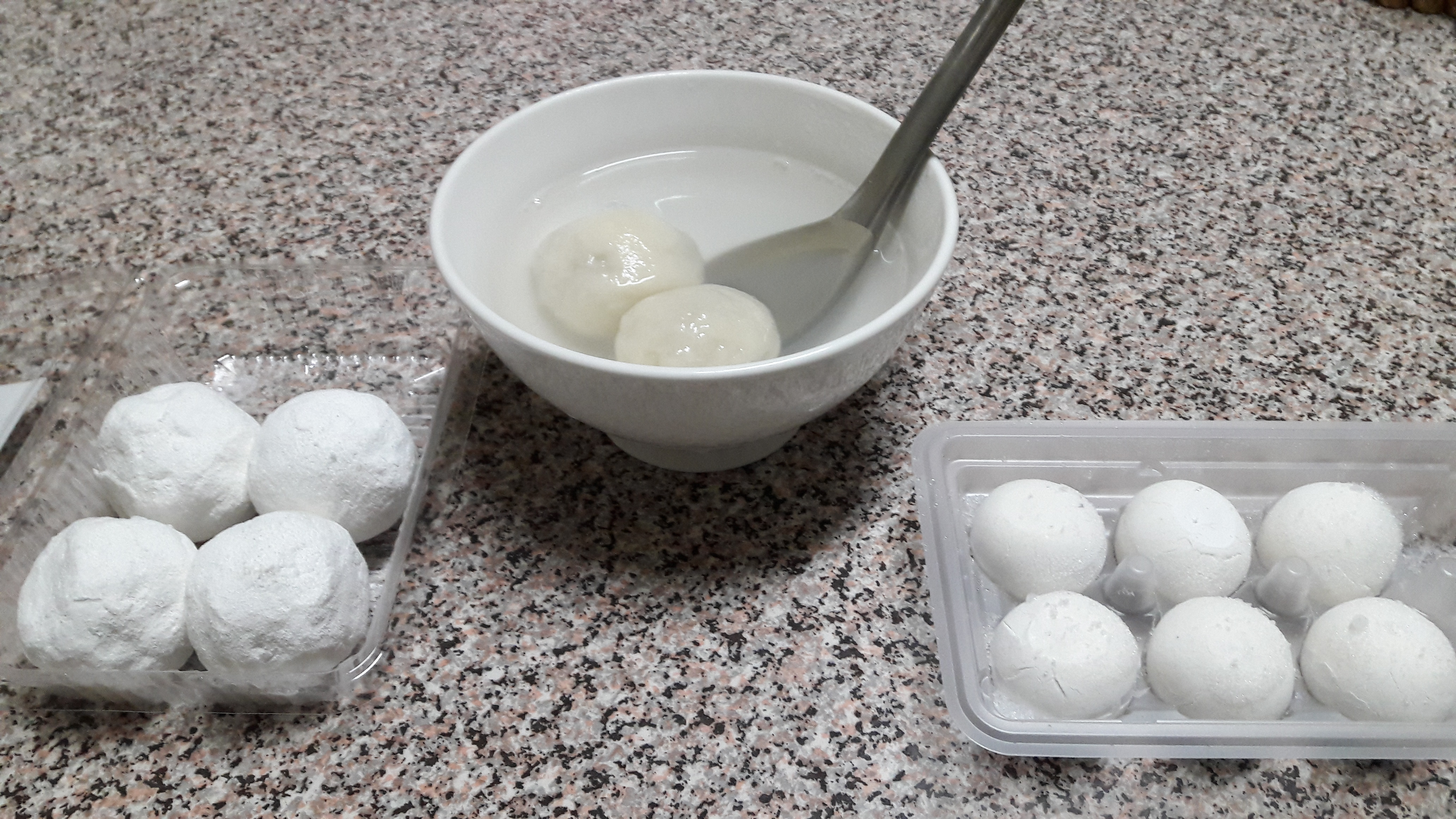
市販の元宵（左と中）および餡を入れた湯円（右）

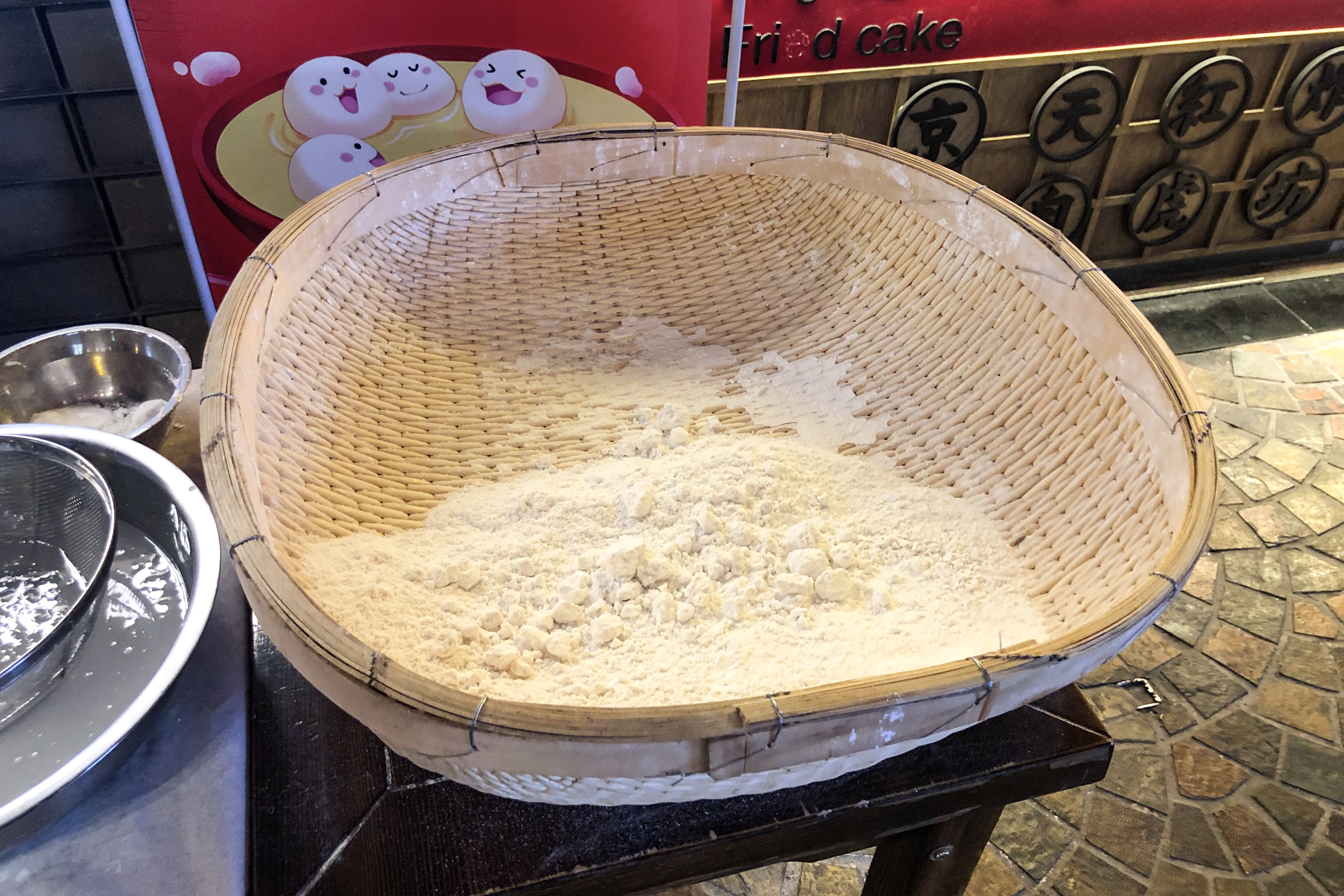
元宵は元々はざるに入れて、揺らして作った。

元宵（ユェンシャオ、稀にげんしょう、中国語: 元宵）は、中国北部の伝統的な食品で、白玉粉を丸くして、中に様々な餡を入れて茹でて作り、元宵節（旧正月15日）で食べる習慣がある。

## 概要
元宵は中国の伝統的な食品で、もち米の粉（白玉粉）で丸く作り、餡にゴマ、小豆、ピーナッツなどを入れて甘くしたり、塩辛いものは新鮮な肉を入れる。
中国北部の人々は通常、旧暦正月の15日（元宵節）および1日（春節）の食事に料理として出す。元宵を食べることは満月のように家族が再会することを象徴し、人々の将来の人生への良い願いを表している。かつては、麦繭、粉果、元宝、湯餅などの名前が付けられていた。
元宵の作り方は湯円の作り方と同じではない。元宵は通常、餡を白玉粉いっぱいのざるに入れ、人手でざるを揺らして、転がる餡に白玉粉がついて丸くなるため、元宵を作ることを「元宵を揺らす」ともいう。現在は、人手の代わりに機械を使用することが多い。

### 湯円との区別
元宵と湯円は見た目が似ているが、様々な違いがある。一般に、元宵はもち米を水で浸した後に少し乾かして、石臼で挽いて作った白玉粉を使い、もち米に餡を入れて、ざるで団子の形に成形する。通常の餡には様々なドライフルーツを入れる。湯円は水の中で挽いた湿った粉を使い、もち米の粉に油を入れて成形してから餡を入れる。餡にはドライフルーツなどは入っていないので、食感がなめらかで柔らかい。

## 参照項目
- 湯円
- 元宵節